# Нерубайское
Нерубайское (укр. Нерубайське) — село, относится к Беляевскому району Одесской области Украины.
Население по переписи 2018 года составляло около 17000 человек. Почтовый индекс — 67661. Телефонный код — 482. Занимает площадь 8,06 км². Код КОАТУУ — 5121084201.

## История
На территории села на склонах балки обнаружено поселение первых веков нашей эры, а также позднепалеолитическое поселение в одном километре к северо-востоку от села на высоком западном берегу Хаджибейского лимана.
После упразднения Запорожской Сечи в 1775 году часть казаков подалась на турецкие территории. Также большой контингент поселенцев составляли беглые крестьяне.

Такими выходцами были населены слободы: Дальник, Большой Фонтан, Татарка, Усатов и Нерубайский хутора (первый по преданию получил название от поселившегося здесь зажиточного казака Тимофея Усатого, второй от Нерыбальского, сын которого Федот Нерыбальский записался уже в 1795 в одесские купцы…
Также существует версия, по которой поселение было названо по договору с турками о ненападении (не нападать — не рубаться).
В настоящее время Нерубайское, равно как и примыкающие к нему Усатово и Орловка густо населены цыганами, включая несколько осевших тут таборов.
По преданиям в окрестностях Нерубайского заканчивался т. н. Чумацкий шлях, по которому с Куяльницкого лимана возили соль.
Официальным центром Нерубайского является переулок Победы.
До 1917 года село входило в список Одесского Градоначальства
Село также известно благодаря советскому партизанскому движению. В 1941—1942 годах на территории села базировался советский партизанский отряд под командованием Героя Советского Союза Молодцова-Бадаева В.

## Сотниковское (Нерубайское) кладбище
В Нерубайском находится самое большое из сохранённых ныне казацких кладбищ Украины — Сотниковское кладбище. Задолго до российской оккупации-колонизации тут, на краю Хаджибея, поселились казаки. Екатерина II заставила казаков подписать документы, что они никогда не возьмут в руки оружие, но при этом останутся здесь, а не поволочатся на Кубань. И стали именоваться они казаками-нерубаями. Вместо сабли они взяли в руки кирку и пилу и так возникли одесские катакомбы. Казаки-нерубаи построили Одессу. Владельцами больших сетей штолен, в которых добывали камень, из которого строили город, были казаки, похороненные на этом кладбище, такие как Шмыгора и Гетьманенко

## Персоналии
- Василий Григорьевич Слабченко — советский военнослужащий, участник Великой Отечественной войны, полный кавалер ордена Славы.
- Виктория Игоревна Петрик — украинская певица, победительница конкурса Новой волны.
- Петрик Анастасия Игоревна — Победитель Детского Евровидения и Новой Волны в Юрмале

## Образование и здравоохранение
В Нерубайском действуют два общеобразовательных учебных заведения, а именно: Нерубайский академический лицей № 1, Нерубайская общеобразовательная школа № 2 I—III ступеней. В селе работает дом культуры, в котором функционирует школа искусств. Медицинское обслуживание населения осуществляет Нерубайская амбулатория.

## Катакомбы (Музей партизанской славы)

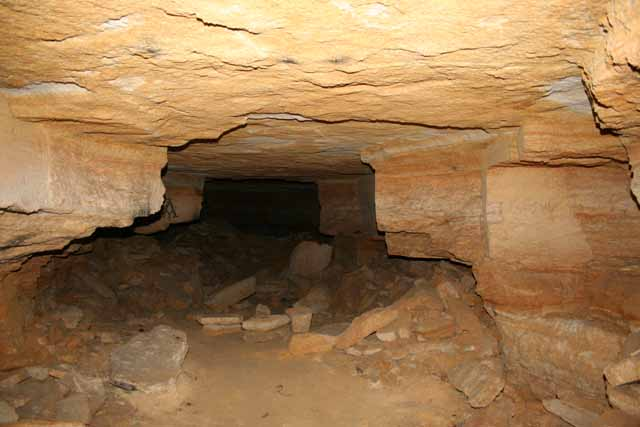
Нерубайские катакомбы

С. Нерубайское известно прежде всего благодаря Музею партизанской славы (мемориальный комплекс) и катакомбам, которые простираются под значительной частью населенного пункта и далее на другие районы. В годы Великой Отечественной войны в катакомбах скрывались одесские партизаны. Нерубайские катакомбы, как и остальные одесские катакомбы, образовались в результате добычи строительного камня — ракушечника, из которого в селе построено много домов. В подземельях мемориального комплекса представлены предметы партизанского быта и образцы оружия, на стенах имеются надписи того времени. Музей партизанской славы — единственный официальный вход в просторные и многокилометровые катакомбы.В селе есть другие входы в катакомбы, но из-за того, что были частые случаи исчезновения в катакомбах людей, эти входы засыпали.